# جون أ. وليامز
جون أ. وليامز (بالإنجليزية: John A. Williams)‏ هو قاضي ومحامي أمريكي، ولد في 1 مايو 1835، وتوفي في 7 يوليو 1900.